# Łowisko specjalne
Łowisko specjalne – łowisko funkcjonujące na odrębnych zasadach od Regulaminu Amatorskiego Połowu Ryb PZW. Cechą takiego łowiska jest kilkakrotnie większe zarybianie, reglamentowany dostęp do łowiska, regulamin wprowadzający dodatkowe ograniczenia i obowiązki, oraz dodatkowe opłaty za zezwolenia na korzystanie z takiego łowiska.